# قاعدة الفلم

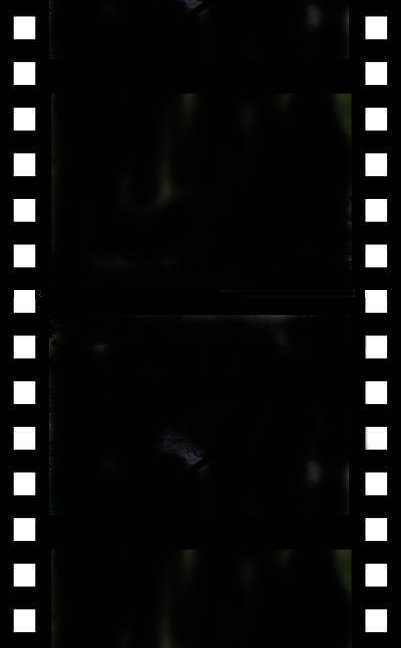

## قاعدة الفيلم
قاعدة الفيلم هي طبقة شفافة تعمل كوسيط داعم للمستقبلات الحساسة للضوء الذي يقع فوقها. على الرغم من الطبقات والطلاءات العديدة المستقبلة بالطبقات، فإن القاعدة عموما تمثل الغالبية العظمى من سمك أي مخزون أفلام معين. تاريخياً، كانت هناك ثلاثة أنواع رئيسية من قاعدة الأفلام المستخدمة: النيتروسليلوز (نترات السليولوز)، وأسيتات السليولوز (ثلاثي الأسيتات السليلوزية، ثنائي أسيتات السيليلوز، بروبيونات خلات السليولوز، وبوتيل أسيتات السليلوز)، والبوليستر البولي إيثيلين تيريفثاليت.

## النترات
كانت قاعدة النترات هي أول قاعدة بلاستيكية مرنة شفافة متاحة تجاريا، وذلك بفضل التطورات السينمائية التي قام بها جون كاربت، هانيبال جودوين، وإيستمان كوداك في ثمانينيات القرن التاسع عشر. كان إيستمان أول من صنع هذه الأفلام السينمائية للبيع لعامة الشعب في عام 1889. ولسوء الحظ، كان للنترات أيضًا عيب في أنها قابله للاشتعال (و هو في جوهره ثمين جداً مثل عنصر الكونتغون) ومتحللًا بشكل غاز قابل للاشتعال بعد عدة عقود. كما تزيد احتمالية الاشتعال الذاتي أكثر. لم يحترق أي من محلات العرض في العقود الأولى للسينما إذا تسمح أحد الأفلام من التعرض لحرارة زائدة أثناء مروره عبر بوابة الفيلم الخاصة بالعرض، وأدت عدة حوادث من هذا النوع إلى وفاة بعضاَ من الحضور جراء النيران، أو الدخان، أو التدافع الناتج. وتكرر مثل هذا الحادث في سينما باراديسو (1988).
كان عام 1978 عاماً مدمراً على نحو خاص لمحفوظات الأفلام عندما كانت إدارة المحفوظات والسجلات الوطنية في الولايات المتحدة ومنشأة جورج إيستمان في المنزل الي اشتعلت تلقائيا. خسرت إيستمان هاوس سلبية أصل الكاميرا لت329 فيلما، بينما فقد الأرشيف الوطني ما يقارب 12.6 مليون قدم من لقطات الأخبار. بما أن نيترات السليلوز تحتوي على الأكسجين، فإن حرائق النيترات يمكن أن يكون من الصعب للغاية إطفاءها. أنتجت البحرية الأمريكية فلمًا تعليميًا حول التعامل الآمن مع أفلام النترات واستخدامها، والذي يتضمن لقطات لبكرة كاملة من فيلم النترات تحت الماء. القاعدة قابلة للاشتعال بحيث يوصى بإشعال الفيلم عن قصد لغرض الاختبار بكميات لا تزيد عن قاعده واحده بدون احتياطات أمان واسعة النطاق.
تم نقل العديد من أفلام النيترات في العقود الأخيرة إلى مخزون السلامة، ويتم تخزين المطبوعات الأصلية للنترات بشكل منفصل لمنع احتراق النترات من تدمير أفلام أخرى؛ فإن الغاز الذي ينشرونه يؤثر أيضا على خلايا فيلم الأمن. وتنقسم مجموعات النترات عادة إلى عدة غرف مضادة للحريق لتقليل الأضرار التي تلحق بمجموعة كاملة في حالة حدوث حريق في جزء واحد. من الطبيعي أن يقوم المعرض اليوم بتطبيق معايير السلامة الصارمة والاحتياطات قبل اعتماده لتشغيل أفلام النترات؛ ويشمل ذلك مقصورة عرض مضادة للحريق، وغرفًا للحرائق تحيط بكرات التجهيز، وعدة طفايات حريق مدمجة في جهاز العرض. يصنف فيلم النترات بأنه «بضائع خطرة»، والتي تتطلب تراخيص للتخزين والنقل.
== الأسيتات ==

على الرغم من مخاطر قاعدة الأفلام الأسيتيه المعروفة عمليًا منذ تطويرها، فقد تم استخدامها في جميع الصور المتحركة الرئيسية قبل عام 1952، عندما أكملت كوداك برنامج تحويل مدته أربع سنوات لتصنيع المخزونات الأساسية لأساسات الأسيتات. بدأت كوداك العمل مع «فيلم الأمن» اسيتات في وقت مبكر من عام 1909، وبدأت في بيعه في عام 1910 لفيلم 22 ملم. لطالما استخدمت الأسيتات بأحجام 8 مم و 16 ملم، حيث تم إنشاؤها اساساّ لإستخدام الأفلام المنزلية للمهتمين بها، وكانت تستخدم عمومًا في أحجام أقل من 35 ملم لتقليل المخاطر على عامة الجمهور. (هناك عدة تنسيقات، مثل 17.5 ملم، والتي غالباً++ ما تكون قطع من 35 مم، كان أحد أسباب كوداك في اختيار 16 ملم بدلاً من 17.5 ملم للعرض التنسيقي للهواة هو على وجه التحديد لمنع إعادة انقطاع النيترات ويتم الآن استخدام جميع الأفلام السينمائية الكاميرا المتحركة [as1] على فيلم الأسيتات لأنها أكثر أمانًا من النترات ولكنها ليست قوية مثل قواعد البوليستر، والتي قد تتلف الكاميرا بدلاً من الفيلم الذي يحدث عند حدوث الانحشار. يمكن أيضًا ربط مادة الأسيتات بالأسمنت السينمائي، في حين لا يمكن ربط البوليستر إلا بشريط أو جهاز تقشير صوتي، لذلك سيكون من الصعب تعديل البوليستر. لا يحترق فيلم الأسيتات تحت الحرارة الشديدة، ولكنه يذوب، مسببا تأثيرًا محترقًا -كما يمكن ملاحظة ذلك في أفلام مثل بيرسونا (1966) أو فيلفيت جولدماين (1998)، أو في أثناء عرض فيلم عندما يعلق الإطار في بوابة جهاز العرض. من المحتمل ان تتدهور أفلام الأسيتات مع مرور الوقت.و مع التعرض للحرارة، والرطوبة أو الأحماض، يتم فصل مجموعات الأسيتيل التي تعلق على سلاسل طويلة من السليولوز التي تشكل قاعدة الفيلم، من الروابط الجزيئية الخاصة بهم ويتم تحرير حمض الخليك الحار مع رائحة مميزة من الخل. هذا هو المعروف باسم متلازمة الخل. مع تقدم التدهور تصبح قاعدة الفيلم هشة وتتقلص.

==البوليستر==

البوليستر هو أحدث قاعدة للأفلام تم تطويرها. تم استخدامه لأول مرة في تطبيقات التصوير الفوتوغرافي المتخصصة في عام 1955، ولكن في التسعينيات فقط أصبح مشهورًا بشكل كبير لمطبوعات الصور المتحركة. من المفضل للغاية بالنسبة لأهداف ما بعد الإنتاج والمعرض والأرشيف بسبب مرونتها وقوتها واستقرارها. في بعض الأحيان، يُنظر إلى قوته على أنه عيب، حيث أن الأفلام ذات قاعدة البوليستر مقاومة جدًا للكسر لدرجة أنها غالباً ما تكون أكثر عرضة لكسر معدات الفيلم في حالة حدوث ازدحام ولذلك لا تستخدم كاميرات الأفلام هذه القاعدة في تصوير الكاميرا الأصلية، حيث إنه من المفضل إلى حد كبير والأقل تكلفة من حيث الوقت والمال حتى يتحطّم الفيلم بدلاً من ذلك (إلى جانب ذلك، تتطلب الكاميرات الثقوب «السلبية» BH «قصيرة المدى» وقاعدة الترسيتات ثلاثية الابعاد، في حين تتطلب أجهزة العرض عادة ثقوب «إيجابية» KS «طويلة المدى» مع قاعدة من البوليستر أو التريستات

==تحديد قاعدة فيلم==

هناك العديد من العوامل التي يمكن أن تساعد في تحديد قاعدة الفيلم. العديد منها غير متكامل بنسبة 100٪، ومن الأفضل استخدام مجموعة مختارة منها للتحقق بشكل إيجابي من قاعدة الأفلام.

==الطباعة على طول حافة الفيلم==

بالنسبة للأفلام القديمة، غالباً ما تكون «نترات» أو «امينات»، ولكن هذا النص قد يطبع من خلال مخزون سلبي أو آخر متوسط.
قد يشتمل على كود تاريخ (لأفلام كوداك المطبوعة قبل عام 2001) أو سنة مطبوعة مطبوعة تتكون من 4 أرقام.
قد يشتمل على رقم الخلايا والذي يعرف بشكل فريد لمخزون الطباعة (أو مخزون أحد)
فلم كوداك تم تصنيعه بعد عام 1951 وهو نترات، ولا يوجد فلم من أي نوع البوليستر قبل عام 1955 (والذي تم تقديمه في البداية من قبل دوبونت، وليس كوداك - كوداك جاء بعد ذلك بكثير، بعد أن تخلت دوبونت عن السوق).
وتتجلى الآثار المتدهورة بين النترات (غاز حامض النيتريك الضار؛ تلون الكهرمان لزج، أو مسحوق) والأسيتات (غاز حمض الأسيتيك وتغير للون الأحمر أو الأزرق والانكماش والهشاشة ووجود فقاعات أو بلورات. ظهر البوليستر ألوان التداخل الأحمر والأخضر عند مشاهدتها من خلال مرشحات مستقطبة.
محلول من diphenylamine وحمض الكبريتيك سيحول اللون الأزرق لنترات.
سوف ينتج عن الحرق الشديد التحكم في الإطار لواحد من النترات شعلة صفراء متوهجة تستهلك الفيلم بالكامل تقريبًا. (مع أعلى درجات الحذر)
النترات الفيلمية قابله للذوبان في مجموعة متنوعة من المذيبات – على سبيل المثال كحول الميثيل والإثيل والإيثر.
يجب أن يؤدي اختبار طفو الجاذبية النوعية للقاعدة في ثلاثي كلور الإيثيلين إلى غرق النترات، الأسيتات لتطفو، والبوليستر للبقاء في الوسط ومع ذلك، يمكن أن يكون هذا معقدًا بسبب الشوائب وعوامل التحلل.
الضوء الذي يستهدف جانب لفة فلم سوف يظهر من خلال البوليستر، ولكن لن يحدث إلا إذا كان خاليا
ففيلم البوليستر قوي جدا ويصعب تمزفه، بخلاف الأسيتات.
[as1]